# Deutsche Wanderjugend
Die Deutsche Wanderjugend im Verband Deutscher Gebirgs- und Wandervereine e. V. (DWJ) ist die Jugendorganisation des Verbandes Deutscher Gebirgs- und Wandervereine e. V. (kurz: Deutscher Wanderverband). Zurzeit sind in diesem Dachverband bundesweit 58 Mitgliedsvereine zusammengeschlossen.
In der DWJ – die 1952 in Bad Berneck gegründet wurde – sind gegenwärtig ca. 100.000 Kinder und Jugendliche organisiert. Das Spektrum der Aktivitäten reicht von wöchentlichen Gruppenstunden bis zu Internationalen Begegnungen, die Partner unterschiedlichster Länder zusammenbringen. Ein besonderer Schwerpunkt liegt im Bereich des „Jungen Wanderns“.
Die DWJ ist Mitglied im Deutschen Bundesjugendring (DBJR), in der Arbeitsgemeinschaft für Kinder- und Jugendhilfe (AGJ) und im BundesForum Kinder- und Jugendreisen. Sie ist konfessionell und parteipolitisch unabhängig.
Vor Ort sind die Mitglieder in über 1.000 Kinder- und Jugendgruppen organisiert und aktiv in den Bereichen Wandern, Klettern, Naturschutz, Sport, Spiel und Tanz. In der DWJ sind die Mitglieder des Verbandes organisiert, die das 26. Lebensjahr noch nicht vollendet haben.
Die DWJ wirkt mit an der Bildung und Entwicklung der Persönlichkeit in sozialer, ökologischer und demokratischer Kompetenz und am Hineinwachsen in soziale und gesellschaftspolitische Verantwortung.
Das Hauptanliegen der DWJ ist es, die Interessen von Kindern und Jugendlichen in allen gesellschaftlichen Bereichen zu vertreten, sinnstiftende Orientierung zu vermitteln und Prozesse sozialen Lebens und Lernens in Gang zu setzen.
Zur Unterstützung ihrer Gruppenleiter und ihrer Mitglieder bedient sich die Wanderjugend unterschiedlichster Medien. Viermal jährlich erscheint das Verbandsmagazin „WALK & more“.

## Geocaching
Von 2006 bis 2012 war die DWJ Betreiberin der Geocaching-Website Opencaching.de. Sie betreiben das Geocaching Portal geocaching-info.de.